# قرار مجلس الأمن التابع للأمم المتحدة رقم 313
قرار مجلس الأمن التابع للأمم المتحدة رقم 313، الذي اعتمد في 28 فبراير 1972، طالب بأن تكف إسرائيل فورًا عن العمل البري والعسكري ضد لبنان وأن تسحب جميع قواتها العسكرية من الأراضي اللبنانية.